# Anemarena asfodelowata
Anemarena asfodelowata (Anemarrhena asphodeloides Bunge) – gatunek rośliny z monotypowego rodzaju anemarena (Anemarrhena Bunge) z rodziny szparagowatych. Występuje naturalnie w Chinach kontynentalnych i Mongolii, a w wyniku introdukcji również w Korei i na Tajwanie. Roślina lecznicza stosowana w tradycyjnej medycynie chińskiej od ponad 2000 lat. W jej kłączach obecnych jest ponad 100 aktywnych biologicznie związków chemicznych o szerokim spektrum działania terapeutycznego.
Nazwa naukowa rodzaju pochodzi od greckich słów α- (a – bez), νήμα (nema – nitka pręcika) i άρρεν (arrhen – mężczyzna). Epitet gatunkowy po łacinie oznacza „podobny do złotogłowu (Asphodelus)”.

## Zasięg geograficzny
Anemarena asfodelowata występuje naturalnie w Chinach, głównie w północnych prowincjach Gansu, Hebei, Heilongjiang, Jilin, Liaoning, Shaanxi i Mongolia Wewnętrzna, ale zasięg tego gatunku, przez prowincje środkowe Jiangsu, Szantung i Shanxi, sięga do południowych prowincji Chin: Kuejczou i Syczuanu. Poza Chinami gatunek ten występuje naturalnie również w Mongolii, w ajmaku wschodnim, gdzie jest jednak bardzo rzadki. Roślina została introdukowana do Korei i na Tajwan w konsekwencji jej uprawy na potrzeby medyczne.

## Morfologia
PokrójWieloletnie rośliny zielne o wysokości 35–100 cm.
PędPoziome, płożące, krępe kłącze, długości do 10 cm i średnicy 0,5–1,7 cm, pokryte od góry włóknami ze starych, rozpadających się nasad liści. Mięsiste korzenie wyrastają z dolnej strony kłącza.
LiścieLiście odziomkowe, naprzemianległe, o długości 10–60 cm i szerokości 0,15–1 cm, kępkowate, trawiaste, równowąskie, stopniowo zwężające się dystalnie do nitkowatych, U-kształtne na przekroju, obustronnie brodawkowate, o szorstkich brzegach. Użyłkowanie liścia równoległe.
KwiatyZebrane w grono (kłosowatą wiechę), o długości 10–50 cm, wyrastające na prostym głąbiku o długości 20–100 cm, na którym obecne są małe, błoniaste przysadki, stopniowo zaostrzone do nitkowatego wierzchołka, jajowate do jajowato-okrągłych, wspierające niemal siedzące do krótkoszypułkowych kwiaty, wyrastające w węzłach pojedynczo lub w wiązkach po 2 lub 3. Okwiat wąsko lejkowaty, sześciolistkowy, trwały. Listki okwiatu położone w dwóch okółkach, zbiegające u nasady w krótką rurkę, trójżyłkowe, zielonkawobiałe do brązowofioletowych z brązowymi liniami, równowąskie do wąsko podługowatych, długości 5–10 mm i szerokości 1–1,5 mm. Trzy pręciki osadzone blisko środka wewnętrznych listków okwiatu, nie wystają ponad okwiat. Nitki pręcików wolne, krótkie, spłaszczone, wnikające między pylniki w postaci łącznika niemal od nasady główki. Pylniki równowąskie, skierowane do wewnątrz, pękające podłużnie. Słupek górny, zrosłoowockowy. Zalążnia siedząca, trójkomorowa, jajowata, nieco trójgraniasta, o wymiarach ok. 1,5 × 1 mm, z dwoma zalążkami w każdej komorze. Miodniki przegrodowe. Szyjka słupka nitkowata, długości ok. 1 mm, zakończona małym, główkowatym znamieniem. Zalążki anatropowe, osadzone kątowo. Ziarna pyłku bruzdkowane, odwrotnie jajowate, długości 38–48 µm, z cienką, siatkowatą eksyną i seksyną. Dwukomórkowe ziarna pyłku uwalniane z pylników pojedynczo.
OwoceWąsko jajowato-elipsoidalne torebki o wymiarach 0,8–1,5 × 0,3–0,6 mm, z dziobowatym wierzchołkiem, wyraźnie sześciokątne, pękające komorowo, zawierające w każdej komorze od 1 do 2 czarnych, podługowato-eliptycznych (wrzecionowatych) nasion z trzema podłużnymi grzbietami (ostrogrzbiecistych), wąsko oskrzydlonych, o wymiarach 7–12 × 2,5–3 mm. Zarodek równowąski, wielkości około 3/4 długości nasiona i mocno zakrzywiony.

## Biologia i ekologia
AnatomiaLiście na przekroju mają kształt litery U, bez wyraźnej żyłki centralnej. Występuje pojedynczy rząd wiązek przewodzących, dużych z niewielką ilością sklerenchymy, głównie na biegunach ksylemu, ale nie sięgających do skórki. Poza tym sklerenchyma jest nieobecna. Mezofil jest cienkościenny, z niewielkim rozwinięciem palisadowym odosiowo. W mezofilu występują sporadycznie powiększone, cienkościenne, osiowo wydłużone komórki idioblastyczne, niekiedy zawierające wiązki rafidów. Liście są amfistomatyczne (aparaty szparkowe obecne są po obu stronach blaszki liściowej), z mniejszą liczbą szparek na powierzchni doosiowej. Aparaty szparkowe są anomocytyczne. Na obu powierzchniach blaszki liściowej, a zwłaszcza na jej brzegach, obecne są brodawkowate wypustki. Nasady liściowe zostały uznane przez Arbera (1920) za mające liściakopodobną budowę anatomiczną. Idioblastyczne komórki zawierające rafidy obecne są również w okwiecie i nitkach pręcików. Komórki epidermy wewnętrznych listków okwiatu i nitek pręcików wydają się brodawkowate. Zewnętrzne komórki epidermy nasion są mniej więcej izodiametryczne i pokryte grubą warstwą fitomelanu. Wewnętrzne komórki skórki nasion zapadają się po dojrzeniu. Komórki bielma są wyraźnie dziobate.
EmbriologiaTapetum jest wielojądrowe i wydzielnicze. Na siateczce śródplazmatycznej szorstkiej powstają orbikule, które są wyraźnie skupione i prowadzą do rozwoju lepkiego materiału, który jest obecny wokół ziaren pyłku (pollenkitt). Mikrosporogeneza przebiega sukcesywnie. Rozwój woreczka zalążkowego przebiega podobnie jak u śniedka i jest typu Polygonum. Małe antypody obecne są w wąskim przewężeniu na końcu woreczka od strony chalazalnej. Jądra biegunowe łączą się przed zapłodnieniem w jądro wtórne. W synergidach odkryto obecność nitkowatego narządu. Rozwój protozarodka jest podobny jak u jezierzy. Po zapłodnieniu zygota jest krótko uśpiona. Kiedy bielmo ma 12–16 wolnych jąder, następuje pierwszy podział zygoty, która dzieli się na komórki bazalną i apikalną. Następnie komórka apikalna dzieli się poprzecznie od 2 do 3 razy, tworząc linię 3 do 4 komórek. Komórka bazalna na ogół nie podlega dalszym podziałom. Tworzenie bielma jest typu helobialnego. Mała komora chalazalna jest zazwyczaj krótkotrwała i 2–4-jądrowa, podczas gdy duża komora mikropylarna może być wielojądrowa.
RozwójGeofit ryzomowy. Kwitnie i owocuje od czerwca do września.
SiedliskoZarośla, stepy, trawiaste zbocza, nasłonecznione i piaszczyste wzgórza, do wysokości 1500 m n.p.m. W Chinach roślina ta zasiedla zbiorowiska, w których gatunkami charakterystycznymi są trawy kępowe, takie jak Leymus chinensis i Stipa baicalensis, oraz zaliczany w przeszłości do rodzaju bylica gatunek Filifolium sibiricum. Zbiorowiska te tworzą charakterystyczne krajobrazy kępiastych stepów i występują na pogórzu, niżej położonych górach stołowych, zboczach górskich, a także na szczytach wydm, na dobrze przepuszczalnych podłożach. Poza tym gatunek ten występuje w strefie przejściowej między chłodnymi i ciepłymi formacjami trawiastymi, występującej między północną granicą Chin a Wyżyną Lessową i górami Yin Shan. Obszar ten obejmuje niecki, doliny, wzgórza i pogórze na wysokości 600–700 do 1100–1200 m n.p.m., porośnięte bylicą. W Mongolii gatunek zasiedla step.
Interakcje z innymi gatunkamiJest rośliną żywicielską dla pasożytniczego grzyba z gatunku Floromyces anemarrhenae z rzędu Urocystidales.
Cechy fitochemiczneZ kłączy tych roślin wyizolowano ponad 108 aktywnych biologicznie związków chemicznych, w tym m.in. ponad 6% saponin steroidowych (timosaponina, sarsasapogenina, markogenina), glikany (anemaran), ksantony (mangiferyna), fitoestrogeny typu lignanów i flawonoidy (hinokiresinol /nyasol/, broussonina B), alkaloidy (aurantiamid, pochodne tyraminy, nikotynamid), steroidy (β-sitosterol, β-stigmasterol, daukosterol, tympregnan), kwasy organiczne (kwas pantotenowy, kwas palmitynowy, kwas stearynowy, kwas salicylowy, kwas wanilinowy i kwas benzoesowy), a także antrachinony (chryzofanol i emodyna). Występuje sezonowa zmienność stężenia tych związków w kłączach, na przykład stężenie timosaponiny B-II jest najwyższe w kwietniu-maju, a mangiferyny w lipcu-sierpniu.
GenetykaLiczba chromosomów 2n = 22. Kariotyp składa się z 12 chromosomów metacentrycznych, 8 chromosomów submetacentrycznych i 2 chromosomów subterminalnych.

## Systematyka
Pozycja systematycznaGatunek z monotypowego rodzaju anemarena (Anemarrhena) w monotypowym plemieniu Anemarrheneae, w obrębie podrodziny agawowych Agavoideae z rodziny szparagowatych Asparagaceae.
Alexander Bunge, opisując gatunek Anemarrhena asphodeloides w pracy Enumeratio plantarum quas in China boreali collegit Dr. Al. Bunge anno 1831, zaliczył go do Asphodeleae, czyli współczesnego odpowiednika rodziny złotogłowowatych (Asphodelaceae Juss.).
W systemie Takhtajana z 1997 r. rodzaj zaliczony był do plemienia Alectorurideae w podrodzinie Anthericoideae w rodzinie pajęcznicowatych (Anthericaceae). W systemie Kubitzkiego został zaliczony do monotypowej rodziny Anemarrhenaceae. W pracy Flora of China z 2000 r. rodzaj zaliczony został do rodziny liliowatych.
Typ nomenklatorycznyDwa syntypy gatunku znajdują się w zielniku Petersburskiego Uniwersytetu Państwowego. Są częścią przekazanej herbarium Uniwersytetu kolekcji zielnikowej Gustava von Bongarda. Według protologu pochodzą z północnych Chin.

## Roślina lecznicza

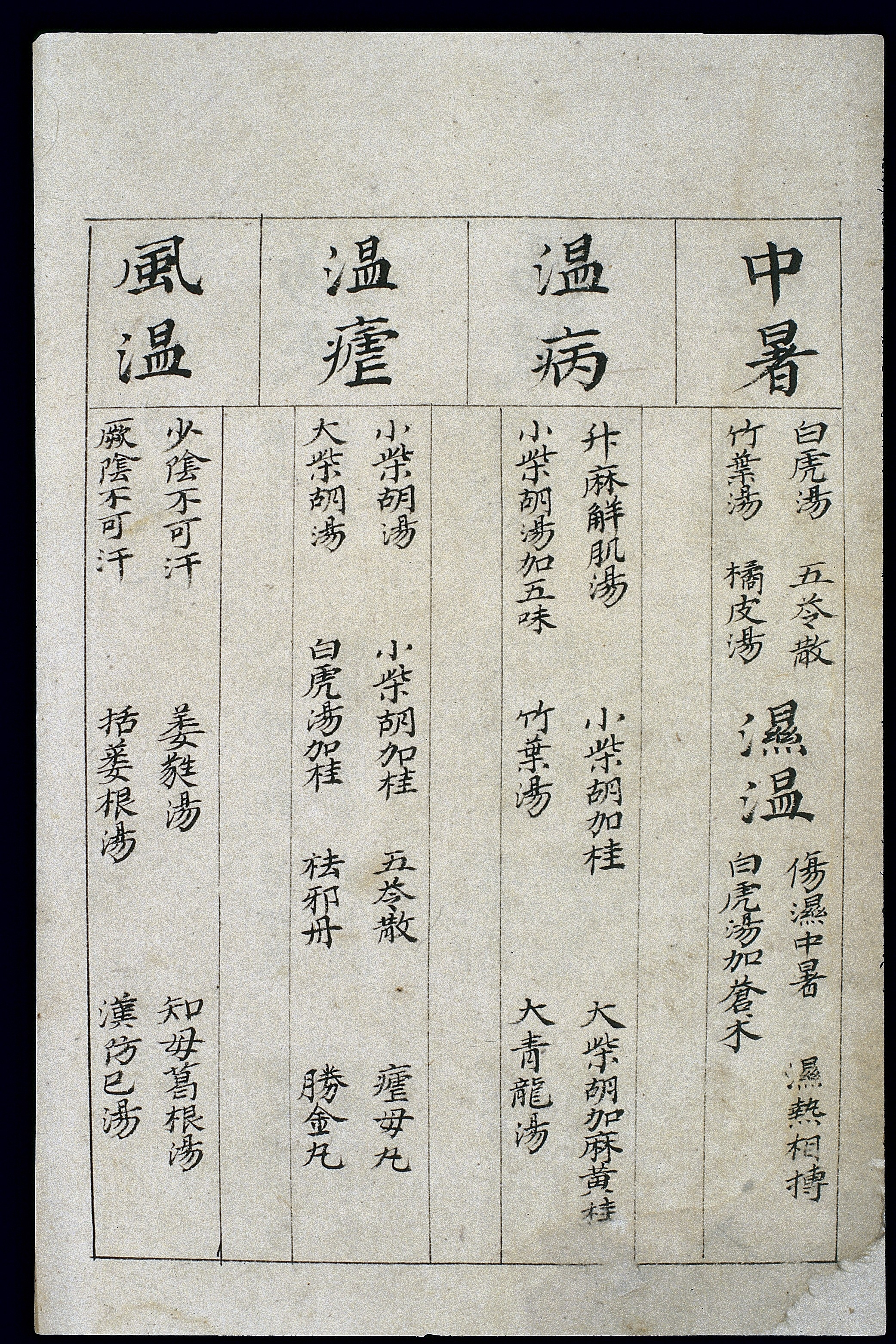
Recepta z 1341 r. z zastosowaniem Zhi Mu

HistoriaW tradycyjnej medycynie chińskiej kłącze tej rośliny Rhizoma Anemarrhenae (chiń. 知母 – Zhi Mu), stosowane jest od ponad 2000 lat. Medyczne zastosowanie Anemarrhena asphodeloides zostało opisane w pierwszym chińskim traktacie medycznym Shennong Ben Cao Jing wydanym w 300 roku. Zhi Mu ma smak słodki i gorzki, zimną naturę termiczną oraz wpływa na systemy płuc, nerek i żołądka. Stosowane więc jest do usuwania ciepła i ograniczenia ognia oraz odżywiania yin i nawilżania suchości. Kłącze stosowane jest bez żadnego przetwarzania. Jedynie do usuwania ognia z nerek stosowane jest po wymoczeniu w solance. W celu zwiększenia efektu klinicznego kłącze Anemarrhena asphodeloides stosuje się też jako główny składnik w mieszankach z innymi chińskimi ziołami, m.in. z korzeniem i kłączem lukrecji i korzeniem tarczycy. W celu schłodzenia Qi kłącze stosowane jest w mieszance z gipsem. Niedobory yin w płucach i nerkach z objawami gorąca, takimi jak popołudniowa gorączka, nocne poty i uczucie gorąca w dłoniach, podeszwach i klatce piersiowej, leczone są mieszanką kłącza Anemarrhena i kory korkowca. Z kolei cukrzyca manifestująca się nadmiernym głodem i pragnieniem oraz nadmiernym oddawaniem moczu leczona jest mieszanką Zhi Mu oraz korzeni gurdliny (Tian Hua Fen), konwalnika (Mai Dong) i opornika (Ge Gen).
W Japonii kłącze anemareny asfodelowatej było tradycyjnie stosowane w niektórych receptach do leczenia alergii, ostrego zapalenia oskrzeli, przewlekłego zapalenia oskrzeli, zakażenia górnych dróg oddechowych, chrypki itp.
W tradycyjnej medycynie koreańskiej kłącze tej rośliny było wykorzystywane do leczenia gorączki, silnego pragnienia, kaszlu i cukrzycy. Ze względu na ograniczoną dostępność anemarena asfodelowata była często wprowadzana w Korei do uprawy.
Surowiec zielarskiWedług Farmakopei Europejskiej surowcem zielarskim jest kłącze – Anemarrhenae asphodeloides rhizoma, w Farmakopei Polskiej ujęte pod nazwą w języku polskim „kłącze anemareny”. Surowiec zawiera co najmniej 0,5% mangiferyny w suchej masie.
ZastosowanieWspółcześnie w Chinach anemarena asfodelowata jest jednym z najczęściej stosowanych ziół o działaniu neuroprotekcyjnym na ośrodkowy układ nerwowy, wspomagający leczenie takich chorób jak choroba Alzheimera, choroba Parkinsona, schizofrenia i zaburzenia depresyjne.
W fitofarmakologii zachodniej Anemarrhenae asphodeloides rhizoma traktowane jest jako środek przeciwpłytkowy, przeciwzapalny, przeciwgorączkowy, gorzki, oczyszczający, moczopędny, wykrztuśny, hipoglikemizujący, przeczyszczający i pobudzający perystaltykę jelit, a także przeciwgrzybiczy, przeciwbakteryjny, antyseptyczny, przeciwnowotworowy, uspokajający, ściągający, tonizujący i łagodnie estrogenny, a w mieszankach z innymi ziołami łagodzący dolegliwości w okresie menopauzy, obniżający podwyższone ciśnienie tętnicze, a także łagodzący efekty uboczne towarzyszące chemioterapii i radioterapii w leczeniu chorób nowotworowych.
Wskazania do stosowania obejmują: pobudzenie psychoruchowe, dolegliwości oskrzeli, raka, poród, kaszel, odwodnienie, cukrzycę, czerwonkę, dysurię, gorączkę, grypę, nudności ciężarnych, niepowściągliwe wymioty, hiperglikemię, zapalenia, rwę kulszową, ból, zapalenie płuc, szkarlatynę, szumy uszne, gruźlicę, dur brzuszny i zawroty głowy. Kłącze stosowane jest również zewnętrznie jako płyn do płukania jamy ustnej w leczeniu owrzodzeń i wewnętrznie w leczeniu astmy, przewlekłego zapalenia oskrzeli i ostrego zapalenia oskrzeli.
DziałanieSaponiny: sarsapogenina obecna w kłączu wykazuje działanie spowalniające ATP-azę Na+/K+ oraz indukujące apoptozę ludzkich komórek raka wątrobowokomórkowego. Ponadto w badaniach na gryzoniach sarsapogenina wykazywała działanie przeciwdepresyjne i poprawiające pamięć poprzez hamowanie aktywności acetylocholinoesterazy oraz hamowanie aktywności monoaminooksydazy (MAO-A o 17%, MAO-B o 15%) i podwyższanie poziomu noradrenaliny i serotoniny w mózgach myszy. Timosaponina AIII chroni przed bierną anafilaksją skórną indukowaną przez immunoglobuliny E. W badaniach in vitro timosaponina AIII wykazywała działanie cytotoksyczne wobec komórek nowotworowych oraz przeciwwirusowe na syncytialny wirus oddechowy, z wartością IC50 na poziomie 1 μM. Anemarsaponina hamuje wytwarzanie czynnika martwicy nowotworu i interleukiny 6 przez mysie makrofagi stymulowane lipopolisacharydami. Anemarrenasaponina I, anemarrenasaponina Ia, timosaponina BI, timosaponina BII, timosaponina BIII, anemarsaponina B i timosaponina AIII znoszą agregację płytek krwi. Pseudoprototimosaponina AIII obniża glikemię u gryzoni z cukrzycą indukowaną alloksanem. Ponadto saponiny stymulują namnażanie osteoblastów i aktywność fosfatazy alkalicznej.
Lignany: nyasol znacząco hamuje wytwarzanie prostaglandyny E2 i tlenku azotu przez mysie makrofagi stymulowane lipopolisacharydami. Nyasol wykazuje też silne działanie przeciwgrzybicze, hamując wzrost grzybów, a także zwiększając wrażliwość Candida albicans na ketokonazol, mikonazol i klotrimazol, oraz przeciwwirusowe na syncytialny wirus oddechowy, z wartością IC50 na poziomie 0,8 μM. Cis-hinokirezynol wykazuje szerokie spektrum działania przeciwgrzybiczego i przeciwbakteryjnego. Lignany te hamują też aktywność enzymatyczną hialuronidazy, fosfodiesterazy cAMP, reduktazy testosteronu i cyklooksygenazy indukowanej.
Flawonoidy: broussonina B wykazuje aktywność neurotroficzną w komórkach guza chromochłonnego nadnerczy u szczurów. Działa również przeciwwirusowo na syncytialny wirus oddechowy, z wartością IC50 na poziomie 0,6 μM. Anemarchalkonyn wywołuje istotny efekt hamujący różnicowanie embrionalnych komórek fibroblastów u myszy, osiągając wartość IC50 na poziomie 5,3 μM.
Ksantony: mangiferyna osłabia nefropatię u gryzoni z cukrzycą wywołaną streptozotocyną, obniża glikemię u gryzoni z cukrzycą typu 2, aktywność enzymatyczną acetylocholinoesterazy, a także poprawiała pamięć gryzoni zatrutych skopolaminą.
Glikany: anemarany wykazują istotne działanie obniżające stężenie glukozy we krwi.
Potencjał terapeutycznyWedług prowadzonej przez Narodowy Uniwersytet Singapuru bazy danych Collective Molecular Activities of Useful Plants, gromadzącej wiedzę na temat aktywności biologicznej (≤ 10 μM) roślin leczniczych na poszczególne białka ludzkie, związki chemiczne obecne w kłączu anemareny wykazują aktywność biologiczną wobec 36 białek, w tym 3 enzymów cytochromu P450, związanych z 23 chorobami człowieka:
- nowotwory głowy i szyi i rak jelita grubego,
- cukrzyca typu 2, cukrzyca, hiperlipidemia, neuropatia cukrzycowa, zaćma cukrzycowa i powikłania cukrzycowe,
- zaburzenia erekcji,
- zaburzenia depresyjne,
- jaskra,
- zaburzenia sercowo-naczyniowe, nadciśnienie tętnicze, choroba niedokrwienna serca, miażdżyca i zawał mózgu,
- przewlekła obturacyjna choroba płuc i astma oskrzelowa,
- dna moczanowa i reumatoidalne zapalenie stawów,
- choroba Raynauda,
- kurcz.

ToksycznośćPrzeprowadzone w Chinach badania na myszach toksyczności anemareny asfodelowatej nie wykazały ostrej toksyczności (LD50 ponad 21,5 g/kg) i teratogenności genetycznej po podaniu doustnym, a także podrażnienia skóry po zastosowaniu zewnętrznym. Długoterminowe badania toksyczności leku ziołowego WIN-34 B, w którego skład wchodzi kłącze anemareny i kwiaty wiciokrzewu japońskiego, przeprowadzone na szczurach, które otrzymywały WIN-34 B w dawce 1000 lub 2000 mg/kg przez 13 tygodni, nie wykazały istotnych nieprawidłowości.

Przeczytaj ostrzeżenie dotyczące informacji medycznych i pokrewnych zamieszczonych w Wikipedii.